# Jojoba
Jojoba (Simmondsia chinensis) er den eneste art i den monotypiske Jojoba-familie. Denne salt- og tørketålende busk er en nytteplante, hvis frø indeholder en flydende voks. Navnet stammer fra det oprindelige folk i Sonoraørkenen, tohono o’odham, og det skal udtales som på spansk.
Navnet Jojoba må ikke forveksles med det næsten enslydende slægtsnavn, Jujube (Ziziphus).

## Kendetegn
Jojoba er en tæt forgrenet busk, der kan blive op til 200 år gammel under naturlige miljøforhold. Barken er først fint håret og lyst grågrøn, men senere bliver den glat og lysebrun. Gamle grene er grå og furede. Knopperne er modsat stillede og knudeformede. De er små og filthårede. Bladene er kortstilkede, hele, læderagtige og helrandede. Blomstringen foregår i sommertiden, hvor man finder hanblomsterne siddende i kompakte stande fra skudspidserne, mens hunblomsterne sidder enkeltvis eller få sammen ved bladhjørnerne. De enkelte blomster er oftest 5-tallige (men 4- og 6-talleige blomster ses af og til), og de er uregelmæssige på den måde, at der er rent hanlige og rent hunlige blomster på samme busk. De hanlige er ganske små med grågrønne bægerblade og 8-12 gule støvdragere, mens de hunlige er bittesmå og lysegrønne. Frugterne er kapsler, der ofte kun rummer ét frø. Disse brune, rynkede frø har størrelse som en lille oliven.
Rodsystemet består af en kraftig pælerod, som kan nå ned i 6 m dybde på tørre og veldrænede voksesteder. Siderødderne når desuden langt omkring.
Jojoba indeholder proantocyanidiner, og planterne ophober krystaller af uopløst calciumoxalat. Frugterne indeholder blåsyredannede glykosider og flydende voks (som altså ikke er olie, men derimod estere med eddikesyre).
Jojoba når en højde på ca. 2 m og en tilsvarende kronediameter.

## Hjemsted
Jojoba har sin naturlige udbredelse i områder med halvørken og ørken i Californiens og Arizonas Sonoraørken. Planten trives i fuld sol og udvoksede eksemplarer kan tåle frostgrader ned til –10 °C, mens kimplanterne ikke tåler under 0 °C. Arten foretrækker jorde, som har et pH mellem 7,3 og 8,2, og som er veldrænede og gennemluftede.
Den botaniske artsbetegnelse, chinensis, skyldes en fejltagelse, der opstod, da plantematerialet blev blandet med materialer fra Kina.

## Anvendelse
De nøddeagtige frø indeholder op til 50% af en voks, som er flydende ved stuetemperatur. Det er denne voks, der bruges industrielt og kosmetisk. Den indeholder provitamin A og vitamin E og er egnet til alle hudtyper. Den gunstige virkning skyldes, at den ikke efterlader en fedtet hinde på huden, sådan som olieholdige cremer gør. Jojoba”olie” harsker ikke og hærder heller ikke på samme måde som planteolier gør.
Industrielt bruges voksen som grundbestanddel i smøremidler og til møbelplejemiddel.
Den oprindelige befolkning i Sonora ristede og kogte frøene for at udvinde voksindholdet.
Da den tørre rest efter voksudvindingen indeholder det giftige stof simmondsin, kan dette produkt ikke bruges til føde for dyr eller mennesker.

## Galleri
|  |  |  |  |

## Eksterne links
- USDA United States Department of Agriculture: Jojoba / Simmondsia chinensis Arkiveret 2. maj 2017 hos  Wayback Machine
- D. J. Undersander, E. A. Oelke, A. R. Kaminski, J. D. Doll, D. H. Putnam, S. M. Combs & C. V. Hanson: Jojoba